# Raymond Unwin

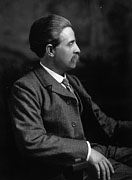
Raymond Unwin 1900.

Raymond Unwin, född 2 november 1863 i Rotherham, South Yorkshire, England, död 2 juni 1940 i Lyme, Connecticut, USA, var en brittisk arkitekt och stadsplanerare. Adlad 1932 till Sir Raymond Unwin.

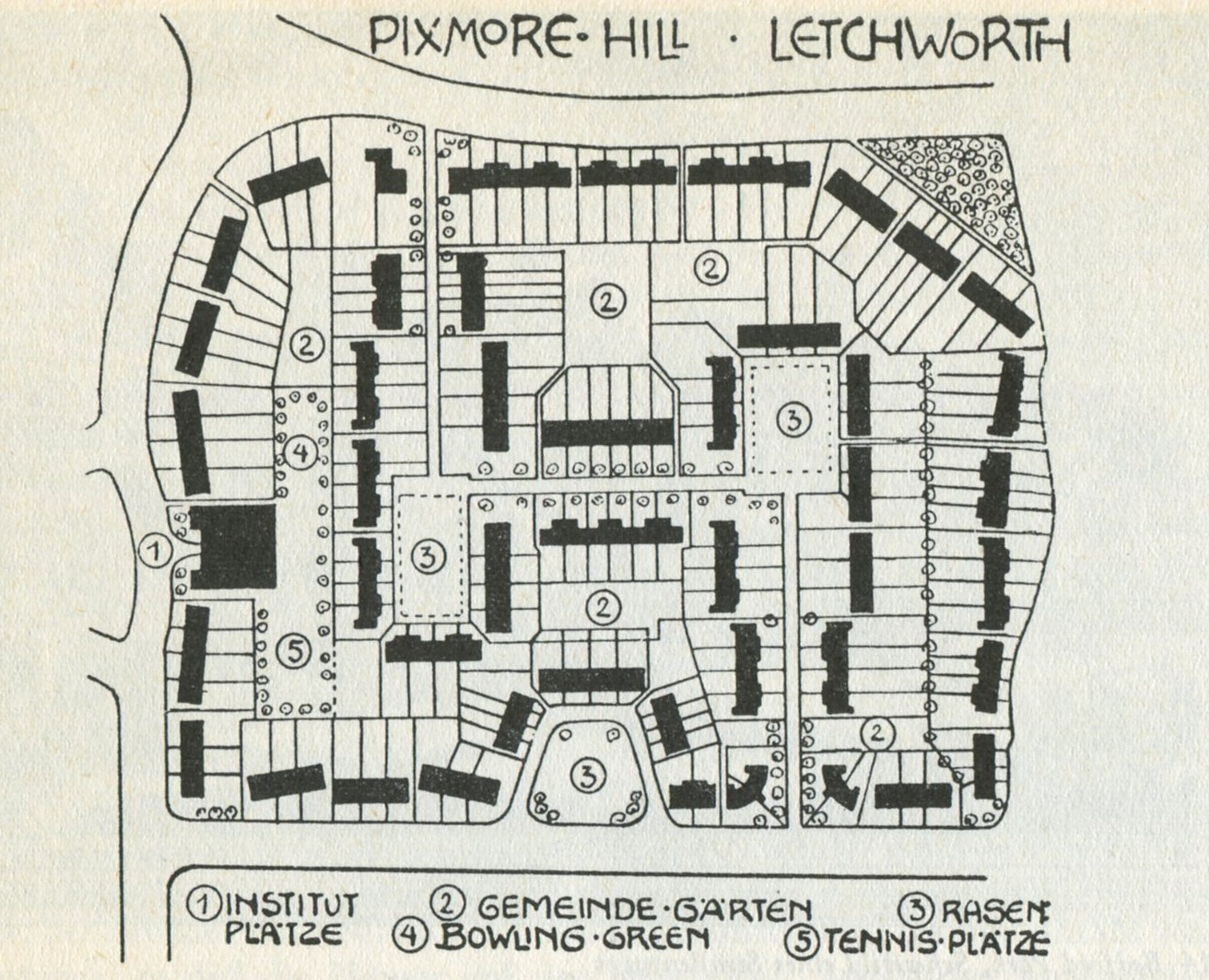
Unwins stadsplan för Letchworth.

## Biografi
Unwin föddes i Rotherham i Yorkshire men växte upp i Oxford. Efter studier vid Universitetet i Oxford startade han tillsammans med Barry Parker en egen verksamhet. 1903 fick han uppdraget att planera staden Letchworth Garden City, cirka 50 kilometer norr om London. Letchworth Garden City skulle bli världens första trädgårdsstad efter ett koncept som utformades 1898 av den brittiske amatöruppfinnaren och stadsplaneraren Ebenezer Howard.  Howard var även delaktigt i tillkomsten av stadsplanen för Letchworth. 
År 1907 följde uppdraget för stadsplaneringen av Londonförorten London Borough of Barnet. Åren 1911-1914 var Unwin  professor för stadsplanering vid  University of Birmingham och 1914 blev han ordförande för Londons stadsplaneringsinspektion. Från 1931 till 1933 var Unwin president för Royal Institute of British Architects (RIBA), 1932 blev han adlad. Samma år konsulterades han för New Deal som var ett reformprogram av den  amerikanske presidenten Franklin D. Roosevelts avsett att skapa arbetstillfällen för arbetslösa.